# Samarinovac
Samarinovac (kyrillisch Самариновац) ist ein Dorf in der Opština Negotin und im Bezirk Negotin und somit im Osten Serbiens.

## Geografie
Das Dorf liegt unweit des rechten Donauufers und somit nahe der Grenze zu Rumänien. Es befindet sich in der Nähe von Prahovo (Aquis / Aquae), welches unter Iustinian als Castello für römische Einsätze gegen die Slaven, die Gebiete nördlich der Donau bewohnten, diente. Das Dorf befindet sich nicht, wie fälschlicherweise behauptet wurde, an der alten römischen Straße (Via Romana), die die römischen Kastelle am Limes zu Thrakien und Dakien verbinden sollte.

## Geschichte und Namen
Das Dorf entstand im Laufe des Mittelalters. Im 16. Jahrhundert gab es, laut türkischen Aufzeichnungen, drei Dörfer an der heutigen Stelle von Samarinovac: Gornji Sumarinovac, Donji Sumarinovac und Rabdin. Aus diesen drei Dörfern entstand dann das Dorf Samarinovac. 1936 wurde in Samarinovac die orthodoxe Dreifaltigkeitskirche eingeweiht.

## Einwohner
Die Volkszählung 2002 (Eigennennung) ergab, dass 464 Menschen in Samarinovac leben.
Weitere Volkszählungen:
- 1948: 906
- 1953: 935
- 1961: 908
- 1971: 990
- 1981: 1.011
- 1991: 1.021

Die Einwohner sprechen zum großen Teil Walachisch, eine Form des Vulgärlatein und haben gemeinsame sprachliche Wurzeln mit den Bewohnern Istriens, den Istrowalachen und den Aromanen. Die ethnische Herkunft der Bewohner lässt sich nicht ohne Zweifel ergründen, womöglich ist es eine Mischung aus Slaven und den Resten der römischen Bevölkerung, die sich mit den Garnisonen niedergelassen hatte.